# تصفيات كأس العالم 2006 – أوروبا المجموعة 7
المجموعة السابعة من تصفيات أوروبا المؤهلة إلى بطولة كأس العالم لكرة القدم 2006 في ألمانيا ضمت منتخبات بلجيكا، البوسنة والهرسك، ليتوانيا، سان مارينو، صربيا، وإسبانيا .
حقق منتخب صربيا المركز الأول وتأهل مباشرة إلى بطولة كأس العالم بينما احتل منتخب إسبانيا المركز الثاني وتأهل إلى الملحق الأوروبي .